# جین کانویا
جین کانویا (ژاپنی: 金生谷 仁؛ زادهٔ ۲۹ مهٔ ۱۹۸۸) یک بازیکن فوتبال اهل ژاپن است.
از باشگاه‌هایی که در آن بازی کرده‌است می‌توان به باشگاه فوتبال تسپاکوستاسو گونما و باشگاه فوتبال فوکوشیما یونایتد اشاره کرد.